# Lijst van burgemeesters van Sloten (Noord-Holland)
Dit is een lijst van burgemeesters van de voormalige Nederlandse gemeente Sloten tot die gemeente in 1921 opging in de gemeente Amsterdam.
| Ambtsperiode | Naam burgemeester                                          | Partij of stroming | Bijzonderheden                                          |
| ------------ | ---------------------------------------------------------- | ------------------ | ------------------------------------------------------- |
| 1812 - 1837  | Matthijs (M.) Hanenberg                                    |                    | maire/burgemeester                                      |
| 1837 - 1863  | Petrus Johannes Schuijt                                    |                    |                                                         |
| 1864 - 1868  | Lodewijk Hendrik van Sonsbeeck                             |                    | eerder burgemeester van Zuidwolde, later van Vlagtwedde |
| 1869 - 1881  | Christiaan de Vos                                          |                    | eerder burgemeester van Ursem en Schermerhorn           |
| 1881 - 1883  | jhr. Frans Willem Hendrik Pieter Jan Martini van Geffen    |                    | eerder burgemeester van Soest                           |
| 1884 - 1909  | Coenraad Willem Antonij Marie Groskamp                     |                    | eerder burgemeester van Goor                            |
| 1909 - 1921  | jhr. Anthon Hendrik Peter Karel van Suchtelen van de Haare |                    | eerder burgemeester van Urk                             |